# گمینا راچیانژ
گمینا راچیانژ (به لهستانی:  Gmina Raciąż) یک گمینا در لهستان است که در شهرستان پوونگسک واقع شده‌است. گمینا راچیانژ ۲۴۸٫۷۹ کیلومتر مربع مساحت و ۸٬۷۰۷ نفر جمعیت دارد.